# Dolinsk, Sachalin oblast
Dolinsk (ryska Долинск, japanska 落合) är en stad på sydöstra Sachalin i Sachalin oblast i Ryssland. Den ligger 45 kilometer norr om Juzjno-Sachalinsk. Folkmängden uppgår till cirka 12 000 invånare.

## Historia
Fram till 1884 var området bosättning för ainufolket, med namnet Ziancha. Då grundades den ryska byn Galkino-Vraskoye. 1905 övergick området i japansk ägo, tillsammans med resten av södra Sachalin. Den bytte åter namn, nu till Ochiai.
När Sovjet tog över Sachalin efter det andra världskriget fick staden sitt nuvarande namn, Dolinsk, vilket betyder ungefär staden i dalen. Stadens befolkning har mer än halverats sedan 1941 (25 135 invånare) till dagens cirka 12 000 invånare.